# Holm of Grimbister
Holm of Grimbister ist eine bis zu 8,0 m hohe bewohnte Gezeiteninsel in der Firth Bay, die über einen Damm mit Finstown auf der Orkneyinsel Mainland in Schottland verbunden ist. Die Bay of Firth ist eine Bucht des Wide Firth, der im Norden liegt. In der Bucht befindet sich nordöstlich von Holm die unbewohnte Begleitinsel Damsay. Der Damm des Holm of Grimbister verbindet die Insel mit dem Holm Point, nördlich von Finstown auf dem Festland. 

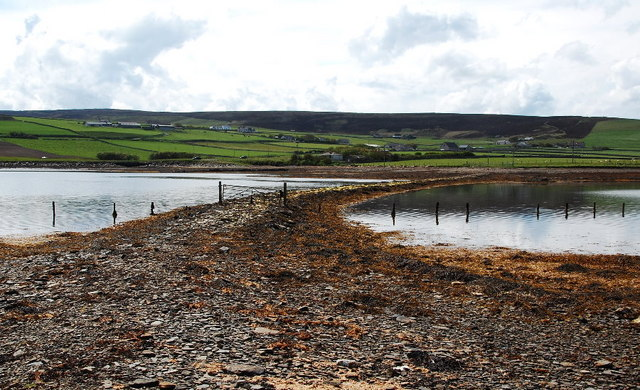
Damm des Holm am Holm Point

Obwohl die Insel 2007 bewohnt war, da sie 2007 Wohnsitz eines Kandidaten für die schottischen Parlamentswahlen war, wurde sie im Jahr 2001 nicht als solche aufgeführt. 2010 bestätigten Presseberichte, dass zu dieser Zeit mindestens zwei Menschen auf der Insel lebten. Die Volkszählung von 2011 verzeichnete die Bevölkerung mit drei. Im Jahr 2016 wurde berichtet, dass die etwa 40 Acre (16 ha) große Insel mit einer Robbenkolonie für 300.000 Pfund zum Verkauf steht.